# Wereldkampioenschappen atletiek 2019/1500 m mannen
De 1500 meter voor mannen op de wereldkampioenschappen atletiek 2019 werd gehouden op 3 (heats), 4 (halve finales) en 6 (finale) oktober. De uittredend kampioen was de Keniaanse atleet Elijah Manangoi. Hij wist zijn titel niet te verdedigen, en zijn landgenoot Faith Chepngetich Kipyegon werd de nieuwe wereldkampioen.

## Records
Tijdens dit kampioenschap zijn de volgende nationale records verbroken
| Naam               | Land   | Tijd    |
| ------------------ | ------ | ------- |
| Marcin Lewandowski | Polen  | 3.31,46 |
| Kalle Berglund     | Zweden | 3.33,70 |

## Uitslagen

### Legenda
- Q: Gekwalificeerd voor volgende ronde op basis van finishresultaat.
- q: Gekwalificeerd voor volgende ronde op basis van eindtijd.
- qR: Gekwalificeerd voor volgende ronde door de scheidsrechter
- NR: Nationaal Record
- SR: Beste seizoenstijd voor atleet
- PR: Persoonlijk record
- CR: Kampioenschapsrecord
- WR: Wereldrecord

### Heats

#### Kwalificatie
- Vanuit elke heat gaan de 6 snelste atleten door naar de halve finales
- Verder gaan de zes snelste atleten die nog niet gekwalificeerd zijn door naar de halve finales.

#### Heat 1
| Rang | Naam                       | Land | Tijd    | Opmerking |
| ---- | -------------------------- | ---- | ------- | --------- |
| 1    | Jakob Ingebrigtsen         | NOR  | 3.37,67 | Q         |
| 2    | Alexis Miellet             | FRA  | 3.37,69 | Q         |
| 3    | Matthew Centrowitz         | USA  | 3.37,69 | Q         |
| 4    | Jake Wightman              | GBR  | 3.37,72 | Q         |
| 5    | Marcin Lewandowski         | POL  | 3.37,75 | Q         |
| 6    | Amos Bartelsmeyer          | GER  | 3.37,80 | Q         |
| 7    | Samuel Tefera              | ETH  | 3.37,82 | q         |
| 8    | Adel Mechaal               | ESP  | 3.37,95 |           |
| 9    | Filip Sasínek              | CZE  | 3.38,17 |           |
| 10   | George Meitamei Manangoi   | KEN  | 3.38,39 |           |
| 11   | Ryan Gregson               | AUS  | 3.38,69 |           |
| 12   | Abdi Waiss Mouhyadin       | DJI  | 3.38,79 |           |
| 13   | Hicham Ouladha             | MAR  | 3.39,86 |           |
| 14   | Abraham Kipchirchir Rotich | BRN  | 3.45,19 |           |
| 15   | Lucirio Garrido            | VEN  | 3.52,93 |           |

#### Heat 2
| Rang | Naam                 | Land              | Tijd    | Opmerking |
| ---- | -------------------- | ----------------- | ------- | --------- |
| 1    | Timothy Cheruiyot    | KEN               | 3.36,82 | Q         |
| 2    | Josh Kerr            | GBR               | 3.36,99 | Q         |
| 3    | Ben Blankenship      | USA               | 3.37,13 | Q         |
| 4    | Filip Ingebrigtsen   | NOR               | 3.37,26 | Q         |
| 5    | Abdelaati Iguider    | MAR               | 3.37,44 | Q         |
| 6    | Kevin López          | ESP               | 3.37,62 | Q         |
| 7    | Isaac Kimeli         | BEL               | 3.37,87 | q         |
| 8    | Youssouf Hiss Bachir | DJI               | 3.37,93 | q         |
| 9    | Kumari Taki          | KEN               | 3.37,98 |           |
| 10   | Jinson Johnson       | IND               | 3.39,86 |           |
| 11   | Teddese Lemi         | ETH               | 3.41,32 | qR        |
| 12   | Musulman Dzholomanov | KGZ               | 3.45,07 |           |
| 13   | Matthew Ramsden      | AUS               | 3.47,59 | qR        |
| 14   | Paulo Amotun Lokoro  | Vluchtelingenteam | 3.48,98 |           |
|      | Rabii Doukkana       | FRA               | DNS     | DNS       |

#### Heat 3
| Rang | Naam                    | Land | Tijd    | Opmerking |
| ---- | ----------------------- | ---- | ------- | --------- |
| 1    | Ayanleh Souleiman       | DJI  | 3.36,16 | Q         |
| 2    | Taoufik Makhloufi       | ALG  | 3.36,18 | Q         |
| 3    | Kalle Berglund          | SWE  | 3.36,19 | Q         |
| 4    | Neil Gourley            | GBR  | 3.36,31 | Q         |
| 5    | Craig Engels            | USA  | 3.36,35 | Q         |
| 6    | Ronald Musagala         | UGA  | 3.36,54 | Q         |
| 7    | Ronald Kwemoi           | KEN  | 3.36,66 | q         |
| 8    | Jesús Gómez             | ESP  | 3.36,72 | q         |
| 9    | Stewart McSweyn         | AUS  | 3.36,88 | q         |
| 10   | Ismael Debjani          | BEL  | 3.39,11 |           |
| 11   | Jakub Holuša            | CZE  | 3.39,79 |           |
| 12   | Abdullahi Jama Mohamed  | SOM  | 3.40,84 |           |
| 13   | Abdirahman Saeed Hassan | QAT  | 3.42,24 |           |
| 14   | Yach Majok Koon Wol     | SSD  | 3.46,24 |           |
|      | Brahim Kaazouzi         | MAR  | DNS     | DNS       |

### Halve Finales

#### Kwalificatie
- De eerste vijf atleten uit elke halve finale gaan door naar de finale
- De twee snelste atleten die nog niet gekwalificeerd zijn gaan ook door naar de finale

#### Halve finale 1
| Rang | Naam               | Land | Tijd    | Opmerking |
| ---- | ------------------ | ---- | ------- | --------- |
| 1    | Timothy Cheruiyot  | KEN  | 3.36,53 | Q         |
| 2    | Taoufik Makhloufi  | ALG  | 3.36,69 | Q         |
| 3    | Neil Gourley       | GBR  | 3.36,69 | Q         |
| 4    | Craig Engels       | USA  | 3.36,69 | Q         |
| 5    | Kalle Berglund     | SWE  | 3.36,72 | Q         |
| 6    | Ben Blankenship    | USA  | 3.36,98 |           |
| 7    | Filip Ingebrigtsen | NOR  | 3.37,00 |           |
| 8    | Alexis Miellet     | FRA  | 3.37,39 |           |
| 9    | Isaac Kimeli       | BEL  | 3.37,50 |           |
| 10   | Stewart McSweyn    | AUS  | 3.37,95 |           |
| 11   | Ayanleh Souleiman  | DJI  | 3.38,35 |           |
| 12   | Teddese Lemi       | ETH  | 3.38,79 | PR        |
| 13   | Jesús Gómez        | ESP  | 3.40,29 |           |

#### Halve finale 2
| Rang | Naam                 | Land | Tijd    | Opmerking |
| ---- | -------------------- | ---- | ------- | --------- |
| 1    | Marcin Lewandowski   | POL  | 3.36,50 | Q         |
| 2    | Ronald Kwemoi        | KEN  | 3.36,53 | Q         |
| 3    | Jakob Ingebrigtsen   | NOR  | 3.36,58 | Q         |
| 4    | Josh Kerr            | GBR  | 3.36,58 | Q         |
| 5    | Youssouf Hiss Bachir | DJI  | 3.36,72 | Q,SR      |
| 6    | Matthew Centrowitz   | USA  | 3.36,77 | q,SR      |
| 7    | Jake Wightman        | GBR  | 3.36,85 |           |
| 8    | Matthew Ramsden      | AUS  | 3.37,16 | PR        |
| 9    | Ronald Musagala      | UGA  | 3.37,19 |           |
| 10   | Kevin López          | ESP  | 3.37,56 |           |
| 11   | Amos Bartelsmeyer    | GER  | 3.37,74 |           |
| 12   | Abdelaati Iguider    | MAR  | 3.42,23 |           |
|      | Samuel Tefera        | ETH  | DNF     | DNF       |

### Finale
| Rang   | Naam                 | Land | Tijd    | Opmerking |
| ------ | -------------------- | ---- | ------- | --------- |
| Goud   | Timothy Cheruiyot    | KEN  | 3.29,26 |           |
| Zilver | Taoufik Makhloufi    | ALG  | 3.31,38 | SR        |
| Brons  | Marcin Lewandowski   | POL  | 3.31,46 | NR        |
| 4      | Jakob Ingebrigtsen   | NOR  | 3.31,70 |           |
| 5      | Jake Wightman        | GBR  | 3.31,87 | PR        |
| 6      | Josh Kerr            | GBR  | 3.32,52 | PR        |
| 7      | Ronald Kwemoi        | KEN  | 3.32,72 | SR        |
| 8      | Matthew Centrowitz   | USA  | 3.32,81 | SR        |
| 9      | Kalle Berglund       | SWE  | 3.33,70 | NR        |
| 10     | Craig Engels         | USA  | 3.34,24 |           |
| 11     | Neil Gourley         | GBR  | 3.37,30 |           |
| 12     | Youssouf Hiss Bachir | DJI  | 3.37,96 |           |